# Neutralité en philosophie
Pour les articles homonymes, voir Neutralité.
En philosophie, la neutralité est l'attitude consistant à ne pas prendre parti dans un conflit (physique ou idéologique),,, dans le choix des valeurs et dans la détermination des fins. « Se déclarer neutre revient à affirmer qu'on est étranger à tout parti pris, qu'on ne s'engage ni dans un sens ni dans un autre, l'orientation prise par le cours des choses relevant d'une responsabilité extérieure à soi », ce qui n'empêche pas que les parties neutres puissent avoir un camp ou elle même être un camp. Cette notion renvoie historiquement aux règlements de conflits armés, puis commerciaux entre États ; à la justice, et aux « rapports entretenus par les États libéraux avec différents segments de la société : le marché, les citoyens, les croyants, etc. ».
Elle a notamment été explorée par Max Weber dans un « Essai sur le sens de la "neutralité axiologique" dans les sciences sociologiques et économiques » ; puis elle s'est largement diffusée dans le domaine philosophique et dans la société.
Au niveau des États, on admet généralement que :
1. la neutralité est un concept politique et non pas moral ;
2. la neutralité vise les justifications de l'action de l'État et non pas ses conséquences ;
3. la neutralité n'oblige pas nécessairement l'État à s'abstenir d'agir ;
4. la neutralité est avant tout neutralité envers les individus, et seulement de manière dérivée de la neutralité envers les conceptions du bien[7].

## Sémantique, sémiotique et rhétorique
Dans le langage courant, neutre peut être synonyme d'impartial. Le préjugé est un favoritisme pour un camp,, il ne doit pas être confondu avec la tendance à agir sur ce favoritisme.
La neutralité est distincte (mais non exclusive) de l'apathie, de l'ignorance, de l'indifférence, de la doublepensée (traduction de Doublethink, terme inventé par George Orwell pour sa novlangue de l'égalité, de l'accord et de l'objectivité. L'apathie et l'indifférence impliquent un niveau de désintérêt vis à vis d'un sujet. Une personne faisant preuve de neutralité peut prendre conscience des préjugés qu'elle a sur un sujet et choisir de ne pas les laisser l'influencer pour ses décisions. Une personne « neutre » peut aussi être bien informée sur un sujet (et se conséquences et enjeux, directs ou indirects, immédiats et différés) ; il n'est pas nécessaire d'être ignorant d'un sujet pour être neutre à son égard.
Si l'on admet qu'une personne neutre peut être dans une certaine mesure partiale, elle n'a pas besoin de faire preuve de double pensée (c'est-à-dire d'accepter les deux côtés comme étant corrects), d'égalité (c'est-à-dire de considérer les deux côtés comme égaux) ou d'atteindre le consensus ou l'accord (une forme de prise de décision collective ; ici, cela nécessiterait de négocier une solution. sur l'opinion de chacun, y compris la sienne qui peut ne pas être impartiale).
L'objectivité suggère généralement de se ranger du côté de la position plus raisonnable (sauf dans le cas de l'objectivité journalistique), où le caractère raisonnable est jugé sur une base commune entre les parties, comme la logique (évitant ainsi le problème de l'incommensurabilité). La neutralité implique la tolérance, même si une perspective peut être désagréable ou inhabituelle.
Dans la modération et la médiation, on attend souvent de la neutralité qu'elle porte des jugements ou facilite le dialogue indépendamment de tout préjugé, en mettant l'accent sur le processus plutôt que sur le résultat. Par exemple, une partie prenante « neutre » est considérée comme devant être sans conflit d'intérêts (ou avec un conflit d'intérêts entièrement divulgué) dans une discussion, négociation ou gestion de conflit et est censée fonctionner comme si elle n'avait aucun parti pris. Les partis neutres sont souvent perçus comme plus dignes de confiance, plus fiables et plus sûrs,.
Alternative à l'action sans parti pris, le parti pris de neutralité lui-même est l'attente du gouvernement suisse (en neutralité armée), et de la Fédération internationale des sociétés de la Croix-Rouge et du Croissant-Rouge (en non-interventionnisme ). L'Oxford English Dictionary documente que, au moins en 1897, « neutre » signifiait appliquer les règles aux faits, comme dans le football : « Les juges de lignes neutres officieront dans tous les matchs ».
Dans la décision de la Cour suprême Board of Regents of the University of Wisconsin System c. Southworth, basée sur le premier amendement de la Constitution des États-Unis, la cour a décidé que certaines décisions de financement devraient être prises selon un point de vue neutre.

## Histoire
La notion de neutralité née dans le champ de la polémologie (science, gestion et droit des guerres et conflits) a naturellement gagné les domaines de la politique intérieure, de la justice et de la philosophie.
La philosophie depuis le XVIIe siècle, puis la sociologie, la psychologie et les sciences politiques et une grande partie des sciences humaines s'interrogent sur la possibilité, les méthodes et les moyens de réduire les a priori et les jugements de valeur dans la méthode scientifique, dans les relations interhumaines et inter-États et entre entités plus ou moins dissymétriques en termes de pouvoir, de savoirs et savoir-faire, « en permettant la compossibilité des libertés individuelles, comme chez Kant" précise S. Auroux Sylvain en 1998 dans l'Encyclopédie philosophique universelle ».
La possibilité de neutralité des principes de jugement a été très débattue dans le domaine du droit et de la politique et de l'enseignement ; elle se pose maintenant pour les domaines émergents des nouvelles technologies (des NTIC aux organismes génétiquement modifiés) et de l'intelligence artificielle en particulier.
Cependant, la notion recouvre encore alors l’acception d’une absence de parti pris, comme lorsqu’il s’agit de la science, de l’éducation ou même de la technique. L’histoire de la neutralité se dédouble ainsi entre non-interventionnisme et principe de jugement sur les états de choses.

## Critiques et points de vue
La neutralité a été critiquée comme une option contraire à l'éthique, l'argument étant que l'option neutre peut, directement ou indirectement, finir par favoriser la loi du plus fort, ceux qui nuisent aux autres ou maintiennent un état d'injustice, comme « Vous êtes soit avec nous, soit contre nous ».
L'écrivain italien Dante Alighieri, dans sa Divine Comédie, dit dans le Chant III de l'Enfer que les hommes et les anges qui n'étaient ni rebelles ni fidèles à leur Dieu, mais qui se tenaient à l'écart, étaient condamnés à être piqués éternellement par les guêpes et les taons. Théodore Roosevelt, citant l'œuvre de Dante dans son ouvrage L'Amérique et la guerre mondiale (1915), a déclaré : « Dante réservait une place spéciale d'infamie dans l'enfer à ces anges vils qui n'osaient se ranger ni du côté du mal ni du bien ».
Le prêtre sud-africain Desmond Tutu a déclaré : « Si vous êtes neutre dans des situations d'injustice, vous avez choisi le côté de l'oppresseur. ».
Woodrow Wilson a déclaré : « La neutralité est un mot négatif. Il n'exprime pas ce que l'Amérique devrait ressentir. Nous n'essayons pas d'éviter les ennuis ; nous essayons de préserver les fondations sur lesquelles la paix peut être reconstruite ».